# Initial D: Perfect Shift Online
Initial D: Perfect Shift Online (頭文字D パーフェクトシフト ONLINE?) es un videojuego de carreras desarrollado por Innis, Monobit y Aspect y publicado por Sega para Nintendo 3DS el 1 de abril de 2015, cuyo servicio en línea finalizó el 30 de junio de 2015.

## Sinopsis
Alrededor de la época en que se extendieron los rumores sobre Takumi. Por ello, el personaje principal que aparece en el juego aparece como un rival.

### Capítulo 1
Un jugador que visita a Akina derrota a Itsuki en el tutorial y hace su debut como corredor de un paso de montaña. Después de eso, derrotar a los rivales uno tras otro y derrotar al  Ryosuke de los Red Suns revelará la historia original. Los rivales que una vez fueron derrotados ahora estarán frente al jugador en Irohazaka y Akina, y finalmente, el diablillo de pesadilla WRX STi Version V (GC8) que conduce al personaje de Initial D, Bunta se interpone en el camino.

### Capítulo 2 (añadido en la versión 1.02)
Era una búsqueda de la historia que terminó después de derrotar a Bunta, pero al igual que la original, se precipita en el arco del Project D. Después de derrotar a los rivales uno tras otro en el escenario del paso del norte de Kanto, el jugador que llegó al destino final, la línea de la fruta, fue llamado los dos dioses de Purple Shadow, Hoshino con su Skyline y Jojima con su S2000 (AP1) interponiéndose en el camino.

### Capítulo 3 (añadido en la versión 1.04)
Era una búsqueda de la historia que terminó después de derrotar a dos personas que se llamaban los dioses de Purple Shadow, pero antes del clímax del Project D, Kanagawa, un misterioso GT-R apareció de repente en Myogi como una historia original que procede derrotando a los rivales como un entrenamiento especial. Frente al jugador que llegó al paso donde espera el dios de la muerte, el dios de la muerte Rin Hojo que conduce el Skyline GT-R (BNR32) y un NSX (NA1) se interponen en el camino de un hombre misterioso.

### Capítulo 4 (añadido en la versión 1.05)
La búsqueda de la historia terminó después de derrotar al hombre misterioso, pero finalmente llegó el capítulo final. Caer frente al jugador que derrotó a los rivales que se interponían en el camino de Kanagawa, el lugar sagrado del paso, y derrotó a Shinji Inui conduciendo el Sprinter Trueno GT-APEX 2door (AE86) en el Tsubaki Line Después de la confrontación entre los miembros del Project D que despertaron en una montaña famosa y la leyenda viviente, Bunta, al final, Takumi, quien perdió su auto favorito 86 y se hizo cargo del Impreza de Bunta, se interpone en el camino.

## Jugabilidad
Es un juego de carreras y cartas coleccionables que se desarrolla en el mundo de Initial D. Aunque es un juego gratuito básico F2P, también puedes avanzar en el juego ventajosamente comprando un artículo cargado llamado D coin (el primer juego de sistema ítem charge de 3DS).
Aunque hay un modo fuera de línea, el juego avanza completamente en línea, por lo que un entorno de conexión Wi-Fi o LAN inalámbrica es esencial. Se requiere el registro de Nintendo Network ID para descargar software y comprar monedas D.

## Desarrollo
Desarrollado por Innis y Monobit desde la era beta hasta la versión 1.03, y Aspect desde la versión 1.04 después del 24 de diciembre de 2014.
El mantenimiento programado estaba programado todos los miércoles de 11:00 a 15:00, y no se podía jugar durante ese tiempo. Se podía realizar mantenimiento de emergencia y mantenimiento temporal, y no se podía jugar durante ese tiempo. A partir del mantenimiento programado del 3 de diciembre de 2014, se cambió el horario a 10:00 - 15:00, una hora antes, y a partir del 20 de mayo de 2015, se cambió el horario a 14:00 - 15:00.
El 30 de junio de 2015 el servicio en línea finalizó a las 20:00. Incluso después de que finalizó el servicio, es posible jugar sin conexión bajo ciertas condiciones. Sin embargo, para jugar sin conexión, es necesario descargar los datos de actualización y reproducir el tutorial. No se puede volver a descargar y jugar. Si realiza una copia de seguridad de los datos de actualización y los datos del juego de la versión final en la 3DS, puede volver a descargar y jugar incluso después de borrar.

## Mantenimiento
La primera fecha después del servicio oficial es después del mantenimiento y la última fecha es antes del mantenimiento.

### 1st Stage[1]
- El 12 de diciembre de 2013 se abrió el sitio web oficial. Al mismo tiempo, se comenzó a reclutar evaluadores para la prueba beta cerrada. Las solicitudes fueron aceptadas hasta el 14 de enero del año siguiente.
- Del 16 de enero de 2014 al 22 de enero se hizo la prueba beta cerrada. Como beneficio adicional, los participantes recibieron un "Trueno AE86" y 3 tipos de calcomanías de disfraces (actualmente disponibles para comprar con monedas de 10 D cada una) cuando comenzó el servicio oficial. El rendimiento del Trueno está a la par con el Levin AE86, que se puede comprar en el juego y está disponible para su compra desde el 17 de septiembre de 2014.
- 26 de marzo de 2014 Twitter oficial anunció el inicio oficial del servicio el 2 de abril.
- El servicio oficial comenzó a las 11:00 horas del 2 de abril de 2014. Al mismo tiempo, también se llevó a cabo un acto conmemorativo del inicio del servicio. El mantenimiento de emergencia comenzó a las 13:00. El mantenimiento de emergencia también se llevó a cabo al día siguiente.
- Del 9 de abril de 2014 al 16 de abril de 2014 se llevó a cabo el evento de logro de la misión "Problema de Ryosuke Takahashi". Desde entonces, se convirtió en un evento regular.
- Del 16 de abril de 2014 al 23 de abril, se superaron las 100,000 descargas.[2] Como conmemoración, se llevarán a cabo eventos como jefes de incursión de eventos.
- La versión 1.01 se entregó el 23 de abril de 2014. Se implementan partes aerodinámicas del modelo real del fabricante. Se anunció con anticipación que el mantenimiento regular de este día sería de 10:00 a 17:00, pero se pospuso hasta las 21:00 y también se realizó el mantenimiento de emergencia el día 25. El “Battle Royale” se llevará a cabo hasta el día 30. Desde entonces, se ha convertido en un evento regular.
- Del 26 de abril de 2014 al 14 de mayo de 2014 se hizo un evento conmemorativo de GW realizado. Apareció una misión con el equipo del Project D por tiempo limitado, una hoja especial con un lujoso bono de inicio de sesión (11 de mayo), un jefe de incursión con artículos especiales "Tofu" y "Atsuage", y se podía obtener artículos adquiriendo un cierto número organizaciones de eventos, etc.
- Del 21 de mayo de 2014 al 28 de mayo tuvo más de 200,000 descargas.[3] Como conmemoración, se llevó a cabo el evento "Drift Training Camp" para contar la cantidad de veces que todos los jugadores han realizado un turno perfecto, y la recompensa aumentó según la cantidad de veces. Se ajustó el valor de experiencia de la mejora de cartas debido al aumento en la tasa de aparición de cartas en las misiones. El mantenimiento programado para este día se anunció con anticipación de 11:00 a 18:00, pero finalizó a las 16:45.
- El 4 de junio de 2014 se hizo una actualización importante de la versión 1.02 para agregar funciones como búsqueda de equipo, episodios de la segunda parte del original (North Kanto, etc.), tarjetas de personajes, autos nuevos, etc. y celebrar eventos. El mantenimiento regular de este día se anunció con anticipación de 10:00 a 19:00, pero finalizó a las 18:40. después. El mantenimiento de emergencia se realizó a las 19:20 debido a un problema. El 9 de junio, también se realizó un mantenimiento temporal para solucionar los problemas. Después de la actualización del 4 de junio, se produjo un error que provocó que el juego se detuviera en algunos cursos. El raro jefe de incursión "Touge no Thoroughbred Kai" que apareció en el curso ha dejado de aparecer, y el jefe de raid "Iroha no Emperor Sudo" ha dejado de aparecer. Ichi aparece en el Paso Shiona. Oficialmente, se anunció que era posible evitarlo quitando la calcomanía del automóvil, pero es compatible con Ver1.03.[4]
- El 18 de junio de 2014 después del mantenimiento de este día, se cambió el arreglo de las recompensas de misiones de un día limitado, y las tarjetas de evolución que solo estaban disponibles los miércoles se cambiaron a martes y sábados.
- Del 25 de junio de 2014 al 2 de julio de 2014 tuvo más de 300,000 descargas.[5] Como conmemoración, se llevó a cabo un evento para aumentar la tasa de caída de boletos prémium de los jefes de raid y duplicar las tasas de aparición de SR y R de las carreras de boletos prémium. Después del mantenimiento de este día, algunas cartas que se podían obtener en los episodios de la historia que han cambiado.
- El 16 de julio de 2014 después del mantenimiento de este día, el límite superior del nivel de la instalación se cambió a 60.[6]
- Del 23 de julio de 2014 al 31 de agosto de 2014 se hizo un evento especial de vacaciones de verano. Se distribuian dos tipos de tarjetas limitadas en la hoja especial donde el bono de inicio de sesión será de lujo.
- Del 6 de agosto de 2014 al 3 de septiembre de 2014 solo por tiempo limitado, se llevó a cabo una carrera prémium de monedas 10D durante las vacaciones de verano.
- Actualizado a Ver1.03 el 20 de agosto de 2014. El mantenimiento regular de este día se anunció con anticipación de 10:00 a 16:00, pero se pospuso hasta las 17:00.
- Después del mantenimiento del 27 de agosto de 2014, se tomaron contramedidas contra las trampas que arrastraban los puntos de incursiones y batallas antes del mantenimiento, lo que había sido un problema antes.
- El 3 de septiembre de 2014 el mantenimiento regular de este día se anunció con anticipación de 11:00 a 18:00, pero finalizó a las 16:40. Mantenimiento temporal de 0:00 a 8:00 el día 9.
- El 17 de septiembre de 2014 el mantenimiento regular de este día se anunció con anticipación de 11:00 a 17:00, pero finalizó a las 15:30. 400,000 de avance descarga Parte 1[7] como campaña para agregar 5 nuevos modelos y cambiar a un asiento especial con un lujoso bono de inicio de sesión durante 10 días a partir del 18.
- Del 24 de septiembre de 2014 al 1 de octubre de 2014 se hizo Parte 2 conmemorando 400,000 descargas[8] como campaña para descontar el número de monedas D y tickets prémium necesarios para el pack race de la carrera prémium.
- Del 15 de octubre de 2014 al 22 de octubre de 2014 500,000 avance de descarga de 1st[9] como campaña, se duplicó la tasa de aparición de UR y SR de la carrera prémium de la moneda D.
- Del 22 de octubre de 2014 al 29 de octubre de 2014 se hizo la Parte 2 conmemorando 500,000 descargas[10] Como campaña de descuento para la carrera prémium 5 packs y 10 packs. Mantenimiento de emergencia de 22:45 el día 23 a 13:20 el día 24, y mantenimiento temporal de 20:00 a 21:00 el día 24. Debido a esto, se corrigió la cuota del evento "Todo Juku batalla de intercambio" descrita más adelante y se llevó a cabo una compensación a gran escala para todos los jugadores.
- Del 29 de octubre al 5 de noviembre de 2014 avance de 500,000 descargas 3.º.[11] Como carrera prémium de monedas 10D, se llevará a cabo una campaña de bonificación de inicio de sesión de 10 días.
- Del 12 de noviembre de 2014 al 19 de noviembre de 2014, primer lanzamiento de 600,000 descargas[12] implementó una campaña para aumentar la cantidad de experiencia obtenida al fortalecer la tarjeta.
- Del 19 de noviembre de 2014 al 26 de noviembre de 2014 la Parte 2 conmemorando 600,000 descargas[13] Como SR confirmó la campaña de obsequio de boletos de carrera prémium al comprar un paquete de carreras prémium de monedas 10 D.
- Del 26 de noviembre de 2014 al 3 de diciembre de 2014, 3.ª conmemoración de las 600,000 descargas[14] como moneda D de coche, se implementa una campaña de descuento de pago con RP. El mantenimiento de emergencia se llevó a cabo desde las 18:30 del 30 de noviembre hasta las 21:15 del 1 de diciembre. Después de eso, se llevó a cabo un mantenimiento temporal desde las 22:50 hasta las 00:15 del día siguiente, por lo que todos los jugadores fueron compensados por la bonificación de inicio de sesión durante 2 días.
- El 12 de diciembre de 2014 hubo una actualización importante anunciada.[15] Junto con esto, se agregó "2nd Stage" al título.
- El 17 de diciembre de 2014 el mantenimiento programado antes de la implementación de actualizaciones importantes. Mantenimiento de emergencia el día 18 y mantenimiento temporal el día 22. Hasta el día 26 se realizará un evento navideño. El recuento de clasificación cambió al 26. El número total de días para cada ranking fue de 9 días.

### 2nd Stage
- El 24 de diciembre de 2014 inició de la distribución de la versión 1.04. Se implementó una actualización a gran escala al mismo tiempo que el mantenimiento regular a partir de las 10:00, pero puedes jugar a partir de las 15:15 el próximo día 25 debido a una extensión. Debido a esta extensión y múltiples mantenimientos que se realizaron esta semana, la cuota para el evento navideño que se describe más adelante fue revisada a la baja en dos ocasiones. Además, se llevó a cabo una campaña conmemorativa de actualización a gran escala vinculada a Twitter hasta el 7 de enero.
- Del 26 de diciembre de 2014 al 7 de enero de 2015 el mantenimiento del 31 de diciembre se realizó el 26, cinco días antes. El número total de días para cada ranking fue de 12 días. Se llevará a cabo una bolsa de la suerte de fin de año y Año Nuevo y una carrera prémium de monedas 10D. El día 29, se llevó a cabo un mantenimiento temporal debido al problema de que los artículos de la bolsa de la suerte se distribuían incluso en la carrera prémium regular de D coin 10 pack. Se llevará a cabo una carrera de eventos limitados de Año Nuevo.
- Del 4 de febrero de 2015 al 10 de febrero de 2015 el mantenimiento regular del día 11 se realizó un día antes, por lo que el número total de días para cada clasificación fue de 6 días. Mantenimiento programado pospuesto a las 16:00. Inmediatamente después del inicio, se llevó a cabo el mantenimiento de emergencia. Opera a partir de las 17:50.
- Del 10 de febrero de 2015 al 18 de febrero de 2015 el mantenimiento regular del día 11 se realizó un día antes, por lo que el número total de días para cada clasificación fue de 8 días. Mantenimiento de emergencia por problemas con el servidor a partir de las 13:30 del día 13. Se anunció que terminaría a las 14:30, pero se pospuso a las 15:15.
- El 17 de febrero de 2015 el mantenimiento regular de este día se ha cambiado de 10:00 a 17:00. Después del mantenimiento, se agregaron 7 nuevos modelos.[16]
- El 25 de marzo de 2015 el mantenimiento regular de este día finalizó a las 20:25, aunque la hora de finalización estaba indecisa en el anuncio anticipado. Se inició la distribución de la versión 1.05. Se agregaron muchos modelos de autos nuevos y episodios de historias. Al mismo tiempo, se hizo difícil brindar un servicio satisfactorio a los jugadores, por lo que anunciamos el fin del servicio el 30 de junio de 2015.[17] Aparece una pantalla de advertencia de finalización cada vez que se inicia sesión.
- El 1 de abril de 2015 se llevó a cabo el evento del 1.er aniversario. Se realizó una carrera prémium en la que se repartió una ficha de inicio de sesión especial por el 1.er aniversario y 4 tipos de tickets completos de intercambio de coches.
- El 22 de abril de 2015 todas las apariciones de jefes de incursión terminaron con el inicio del mantenimiento regular. Una vez que finalizó el mantenimiento, se llevó a cabo la carrera del evento GW.
- El 13 de mayo de 2015, las ventas de D Coins terminaron con el inicio del mantenimiento regular. La carrera con boleto prémium ha finalizado y se ha cambiado a una carrera prémium por equipos. Cambiado a una hoja de inicio de sesión especial con 25 boletos prémium todos los días desde el día 14 hasta el final del servicio. Modo sin conexión ampliado.
- Finalizó el 27 de mayo de 2015 en la Nintendo eShop.
- El 27 al 30 de junio de 2015 como agradecimiento del equipo directivo, se entregó una tarjeta de personaje SUR todos los días.
- El 30 de junio de 2015 a las 20:00 se cancelaron todos los servicios en línea. Después de eso, no es posible jugar en línea (solo se puede jugar en modo fuera de línea).